# Jennifer Brundage
Jennifer Brundage, född den 27 juni 1973 i Orange, Kalifornien, är en amerikansk softbollspelare.
Hon tog OS-guld i samband med de olympiska softboll-turneringarna 2000 i Sydney.